# Not for You
«Not for You» es una canción del grupo de rock Pearl Jam, extraída de su tercer álbum, Vitalogy. La canción fue interpretada en vivo por primera vez en el programa Saturday Night Live en abril de 1994, 8 meses antes del lanzamiento de Vitalogy. Fue lanzada como sencillo el 21 de marzo de 1995 acompañada de la canción "Out of My Mind" como lado B. "Not for You" alcanzó el lugar #12 en la lista de canciones Rock Mainstream de la revista Billboard. Además fue incluida en el álbum de grandes éxitos del grupo, Rearviewmirror: Greatest Hits 1991-2003.

## Significado de la letra
Eddie Vedder comentó acerca de "Not for You" en una entrevista que esta canción trata acerca de la forma en que es utilizada la juventud como objeto de comercialización, y de cómo esa juventud es explotada sólo para hacer dinero. La canción es una especie de protesta contra toda esa gente, diciéndole que lo que tiene la juventud no es para ellos (Not for you). También incluye una protesta contra la forma en que son tratados ellos como objeto de comercialización y de culto por parte de las empresas y algunos de sus seguidores.
Existen rumores de que la canción se originó por una carta que un convicto le envió a Eddie Vedder, contándole que con sus canciones se inspiraba para cometer sus crímenes. Esta versión al parecer no es cierta ya que nunca ha sido confirmada por ningún miembro de la banda.

## Formatos y lista de canciones
Toda la información está tomada de varias fuentes.
Todas las canciones están acreditadas a Abbruzzese, Ament, Gossard, McCready, Vedder
- Sencillo en CD (Estados Unidos, Australia, Holanda, Europa, Austria, Canadá, Sudáfrica y Reino Unido)
  1. «Not For You» – 5:51
  2. «Out of My Mind» (En vivo) – 4:41
    - Improvisación grabada en vivo en Atlanta, Georgia el 2 de abril de 1994.

- Sencillo en CD de 3"(Japón)
  1. «Not For You» – 5:51
  2. «Out of My Mind» (En vivo) – 4:41
    - Improvisación grabada en vivo en Atlanta, Georgia el 2 de abril de 1994.

- Sencillo en vinilo de 7" (Reino Unido, Estados Unidos y Holanda)
  1. «Not For You» – 5:51
  2. «Out of My Mind» (En vivo) – 4:41
    - Improvisación grabada en vivo en Atlanta, Georgia el 2 de abril de 1994.

- Sencillo en casete (Reino Unido, Australia y Estados Unidos)
  1. «Not For Yo» – 5:51
  2. «Out of My Mind» (En vivo) – 4:41
    - Improvisación grabada en vivo en Atlanta, Georgia el 2 de abril de 1994.